# Chen Jing (ingeniero)
Chen Jing (en chino simplificado, 陈景; 9 de marzo de 1935 - 1 de junio de 2024) fue un famoso especialista chino en metalurgia de metales preciosos y académico de la Academia China de Ingeniería.

## Biografía
Chen nació en una familia altamente educada en el Condado de Dali (ahora Dali), Yunnan, el 9 de marzo de 1935. Asistió a la Escuela Secundaria Provincial de Dali de Yunnan (ahora Escuela Secundaria No. 1 Provincial de Dali de Yunnan). En 1954, ingresó a la Universidad de Yunnan, donde se especializó en química.
Después de la universidad, en septiembre de 1958, Chen fue asignado a trabajar en la Estación de Trabajo de Kunming (ahora Instituto de Investigación de Metales Preciosos de Kunming) bajo el Instituto de Cerámica Metalúrgica de Shanghái, Academia China de Ciencias, donde ocupó sucesivamente los cargos de investigador asistente, subdirector de la Oficina de Investigación Metalúrgica, subinvestigador e investigador. Se unió al Partido Comunista Chino (PCCh) en mayo de 1960. En 2005, se unió al cuerpo docente de la Escuela de Ciencias e Ingeniería Química de la Universidad de Yunnan.
El 1 de junio de 2024, Chen falleció en Kunming, Yunnan, a la edad de 89 años.

## Honores y premios
- 1985 Premio Estatal de Progreso Científico y Tecnológico (Primera Clase)[2]
- 1997 Miembro de la Academia China de Ingeniería (CAE)[2]
- 2021 Título de "Miembro Nacional Excelente del Partido Comunista de China"